# Адам из Македонии

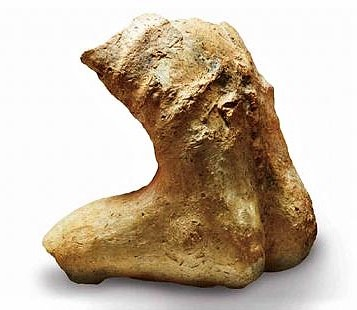
Статуэтка Адам из Македонии

«Адам из Македонии» или «Адам из Говрлево» — небольшая керамическая статуэтка высотой 15 см в виде мужского торса в положении сидя, обнаруженную в 2000 году во время археологических раскопок у села Говрлево под Скопье. Раскопки проводились под руководством археолога Милоша Билбии из музея Скопье, который обнаружил артефакт в октябре в последний день полевых исследований на границе между культурными слоями неолита и энеолита.
Фигурка была изготовлена IV и III тысячелетиями до н. э. Сразу после обнаружения статуэтку стали называть «открытием тысячелетия» и одной из десяти уникальных археологических находок в мире. В начале М. Билбия назвал её «Адам из Говрлево», но для целей создания бренда она была переименована в «Адам из Македонии».
Адам выполнен на необычайно высоком художественном уровне, он представляет собой яркий образец реалистического искусства того времени. Автор предпринял попытку изобразить человека в момент физической или духовной деятельности, благодаря чему фигурка напоминает знаменитого Мыслителя Родена. Мужской торс находится в сидячем положении, подчёркнута его анатомия: хорошо прорисован живот, виден пупок, чётко очерчены мышцы, виден позвоночник и даже сломанный фаллос. Мужчина изображён в момент диафрагмального дыхания, что может указывать на его пребывание в состоянии медитации. В то время на территории Македонии был распространён культ Великой Матери, поэтому подобная мужская статуэтка является нетипичной для того периода.
Фигурка была впервые представлена широкой аудитории 30 сентября 2006 года в рамках фестиваля «Бела ноќ». На сегодняшний день «Адам из Македонии» находится в экспозиции музея города Скопье.